# Neolecanochiton grevilleae
Neolecanochiton grevilleae är en insektsart som beskrevs av Hempel 1932. Neolecanochiton grevilleae ingår i släktet Neolecanochiton och familjen skålsköldlöss. Inga underarter finns listade i Catalogue of Life.